# K–12
K–12 ，是将幼稚園、小学和中学教育合在一起的统称。这个名词多用于美国、加拿大及澳大利亚的部分地区。
“K–12”是指从幼儿园（Kindergarten，通常5-6岁）到十二年級（grade 12，通常17-18岁），这两个年级是美国、澳大利亚，以及魁北克省以外的加拿大的免费教育系統头尾的两个年级。
类似的，K–14教育也包括了社区学院（大学的头两年）。而K–16教育包括了四年的大学学历。
k-12品格教育的重九大核心價值:1.誠實正直 2.互相尊重 3.彬彬有禮 4.自我訓練 5.悲天憫人 6.寬容雅量 7.熱愛學習 8.重視教育 9.負責任感